# François René Le Goullon
François René Le Goullon (1757 -1839) est un cuisinier et gastronome allemand, auteur d'ouvrages sur l'art culinaire.

## Biographie

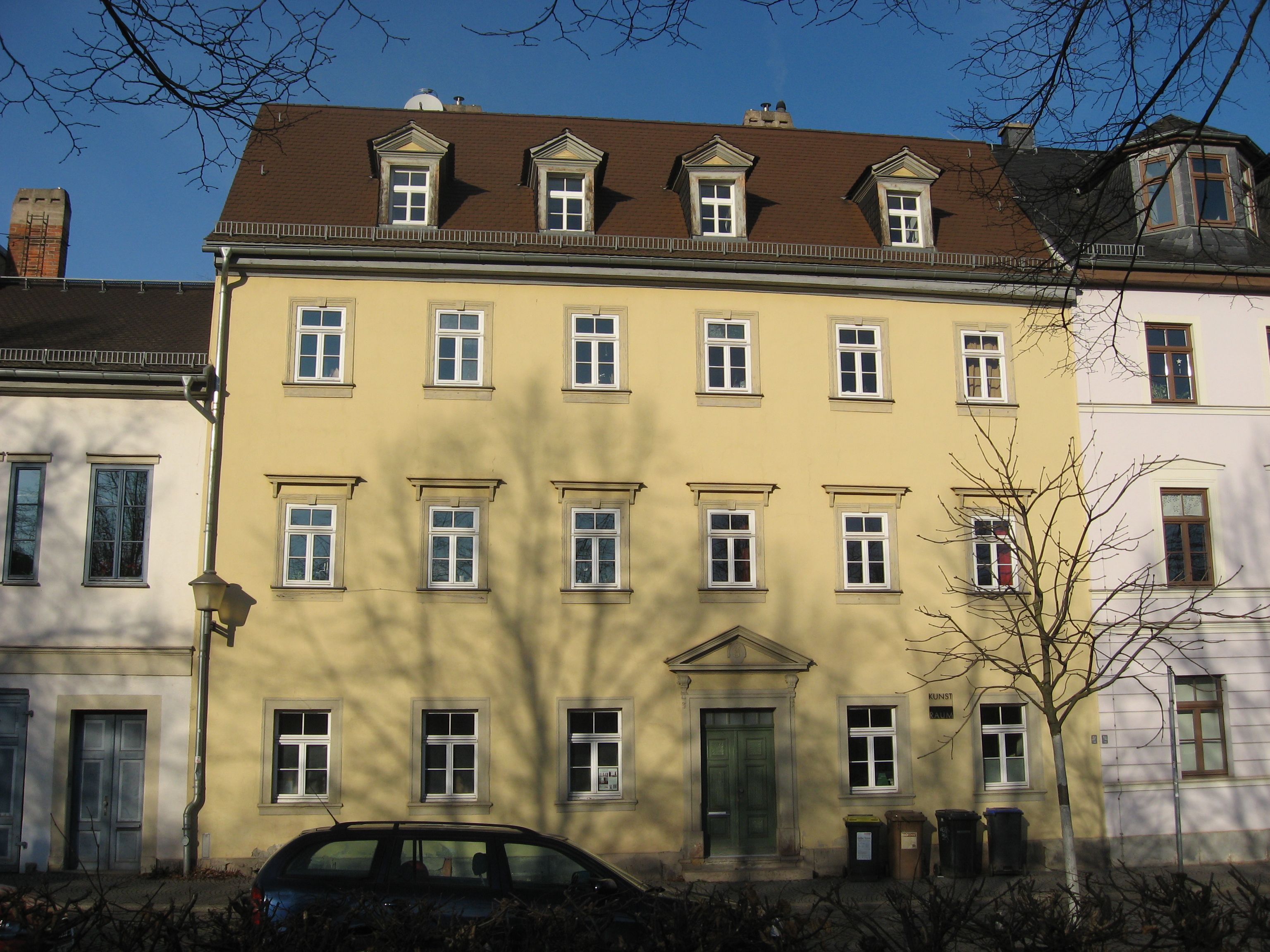
Maison de François Le Goullon, à Weimar

Fils d'un officier et d'une aubergiste, François René Le Goullon nait à Metz, dans la province des Trois-Évêchés, le 1er octobre 1757. Il s'installe d'abord à Cassel, puis à Weimar. En 1777, il est recruté comme officier de bouche et maître queux, par Anne-Amélie de Brunswick, duchesse de Saxe-Weimar-Eisenach. En 1787, il épouse Johanna Christiana Antonetta Ortelli. 
Après la mort de la duchesse, il fonde l '« Hôtel de Saxe » en 1809. L’hôtel devient rapidement l'un des fleurons gastronomiques de la ville. Goethe et son épouse Christiane mentionnent plusieurs fois le restaurateur dans leur échange épistolaire. Entre 1809 et 1829, Le Goullon publie plusieurs ouvrages culinaires.  
François René Le Goullon décède le 10 août 1839, à Weimar, où il est inhumé.

## Ses publications
- Der elegante Theetisch oder die Kunst, einen glänzenden Zirkel auf eine geschmackvolle und anständige Art ohne großen Aufwand zu bewirthen. Weimar 1809.
- Neujahrsgeschenk für Leckermäuler. Eine Auswahl von 100 der schönsten Mehl-, Milch- und Eier-Speisen der Engländer, Franzosen und Italiener, als Poudings, Aufläufe, Omletten, Dampfnudeln, Klöse, Macaroni, usw, Weimar 1813.
- Der neue Apicius oder die Bewirthung vornehmer Gäste so wie es die feinere Kochkunst und der Geschmack des 19. Jahrhunderts gebietet. Taschenbuch für Freunde gastlicher Bewirthung und einer wohlbesetzten Tafel, Weimar, 1829.